# 原口背唇
原口背唇（げんこうはいしん）は原腸胚初期に現れる細胞群のことである。原口背唇部、シュペーマンオーガナイザー、シュペーマン・マンゴルドオーガナイザーとも呼ばれる。また、最初に発見された形成体であるため、原口背唇自体を形成体またはオーガナイザーと呼ぶこともある。なお、形成体に関しては形成体を参照されたい。

## 概説
原口背唇は多くの脊椎動物の原腸胚初期に現れる中胚葉の細胞群のことである。原口の上下にある細胞群のうち、背側（動物極側）にあるものをいう。原口を口とすると、この部位は唇の位置に当たるため、このような名前がつく。原腸胚中期には原腸陥入後に、脊索に分化する。

## 神経誘導
外胚葉の細胞はもともと神経に分化する発生運命にある。しかし、外胚葉の細胞は、骨形成タンパク質（BMP)が細胞膜に存在する受容体に結合すると、遺伝子発現が変化して、表皮に分化する発生運命になる。原口背唇からはノギンとコーディンという2つのタンパク質が発現しており、このタンパク質は原口背唇から動物極側に移動する。そして、BMPと結合し、BMPが外胚葉の細胞の受容体と結合するのを阻む。結果として、原口背唇に近い外胚葉の細胞は神経に分化する。これが原口背唇による形成体としての誘導の働きである。
原腸が陥入すると、中胚葉の細胞が、接している外胚葉の細胞に神経分化に関わるタンパク質を複数種類分泌する。場所によってその種類が異なり、尾側の中胚葉は脊髄を、頭側の中胚葉は脳を、それぞれ外胚葉の細胞から誘導する。
これら一連の流れを神経誘導という。

## 研究史
ドイツのハンス・シュペーマンらはイモリ胚での以下の移植実験から、原口背唇が誘導を行うことを発見した。詳細はハンス・シュペーマン、誘導を参照されたい。
- 原口背唇の移植実験

1921年、イモリの原腸胚初期の原口背唇を別の胚の胞胚腔に移植する実験が行われた。胚にもとから備わっている原口背唇から誘導された胚（一次胚）と、移植された原口背唇から誘導された胚（二次胚）が形成された。このことから、原口背唇は外胚葉を神経管に誘導する形成体であることが分かった。この実験を行ったのはシュペーマンの研究所在籍のヒルデ・プレショルドである。この実験のチーフアシスタントとして働いていたオットー・マンゴルトは後に当時大学院生であったプレショルドと結婚することとなる。後に、オットー・マンゴルドは、原腸胚後期の中胚葉はその位置によって異なる部位を誘導することを突き止めた。プレショルドは数百以上の胚を用いて実験したが、二次胚をもつ尾芽胚を確認できたのはわずか5例であった。
- 交換移植実験

1924年、体色が異なるスジイモリとクシイモリを用いて移植実験を行われた。2種は近縁なため、移植片が免疫で脱落するという現象が起きず、さらに色が違うため判別可能であるため、2種が選ばれた。
原腸胚初期のスジイモリとクシイモリの予定表皮域（表皮になる発生運命の細胞群）と予定神経板域（神経板を経て神経管となり、脳や、脊髄、運動神経、網膜となる発生運命の細胞群）を交換移植した。予定神経版域の移植片は予定表皮域に移植されると表皮に分化した。予定表皮域の移植片は予定神経版域に移植されると神経板に分化した。このことから、原腸胚初期において、移植片は移植場所の発生運命に従って分化することが分かった。
神経胚初期のスジイモリとクシイモリの表皮域と神経版域を交換移植した。神経版域の移植片を表皮域に移植すると神経版に分化した。表皮域の移植片は、表皮に分化するが、神経胚域から押し出されてしまった。このことから、神経胚初期において、移植片は自らの発生運命に従って分化することが分かった。
これらの実験から、外胚葉の細胞は原口背唇が存在する時期はその場所の発生運命に従うが、発生運命の決定後は変更されないことが分かった。この実験を行ったのはシュペーマンの研究チームである。